# Miconia glyptophylla
Espèce
Statut de conservation UICN

 EN B1ab(iii) : En danger
Miconia glyptophylla est une espèce de plantes à fleurs de la famille des Melastomataceae endémique d'Équateur. Son habitat naturel sont les forêts de montagne humides subtropicales ou tropicales.

## Publication originale
- Phytologia 39(5): 322. 1978.